# Biserica Sfântul Anton de Padova din Brezoi
Biserica Sfântul Anton de Padova este un lăcaș de cult romano-catolic situat în orașul Brezoi, județul Vâlcea.   

## Istoric
La sfârșitul secolului al XIX-lea și începutul celui de-al XX-lea, România a cunoscut o amplă perioadă de modernizare sub domnia regelui  Carol I.  Printre proiectele majore de infrastructură s-a numărat și realizarea unei căi ferate care să traverseze Valea Oltului, cu scopul de a valorifica atât frumusețea naturală a zonei, cât și potențialul său strategic. Această lucrare ambițioasă a presupus construirea a zeci de tuneluri și viaducte, în mare parte de către muncitori italieni, atrași de oportunitățile oferite de economia românească aflată în dezvoltare. Mulți dintre aceștia și-au părăsit temporar familiile, integrându-se cu ușurință în comunitățile locale.
După stabilirea unui număr important de italieni la Brezoi, începând cu anul 1935, a fost ridicată o biserică din piatră, devenită un reper spiritual al noii comunități. Pe dealul din apropiere a fost amenajat un cimitir catolic, care reflectă caracterul multietnic al zonei. Viața religioasă și culturală a acestor familii italiene s-a armonizat cu tradițiile locale, iar românii din zonă au fost adesea participanți la sărbători, slujbe sau alte evenimente organizate de comunitatea catolică.

## Parohia
În anul 1934 a fost înființată Parohia Romano-Catolică din Brezoi, având la început o organizare modestă, preotul locuind într-o cameră oferită de întreprinderea forestieră locală. Doar un an mai târziu, în 1935, comunitatea catolică a reușit să ridice o biserică din piatră, cu hramul Sfântului Anton de Padova, pe un teren donat de Societatea Forestieră „Carpatina”. Tot atunci a fost construită și prima casă parohială.
Între anii 1934 și 1946, slujirea religioasă a fost asigurată de mai mulți preoți: Paul Tamas (1934–1937), Petru Pallek (1937–1940) și Roland Hexler (1940–1946). După această perioadă, între 1947 și 1991, parohia a fost redusă la statutul de filială a parohiei din Râmnicu Vâlcea.
În perioada comunistă, viața religioasă a fost afectată profund.
De asemenea, în 1938, în Brezoi a fost activă o comunitate de călugărițe din Congregația „Notre Dame de Sion”, care și-au construit propria capelă. În 1948, după instaurarea regimului comunist, ele au fost nevoite să părăsească România, iar proprietățile lor – capela, casa și terenul aferent – au fost naționalizate. În prezent, în acel loc funcționează o tabără pentru copii.
Parohia a fost reînființată oficial la 1 mai 1991, prin decretul arhiepiscopului Ioan Robu, când a fost numit paroh preotul Nicolae Tâmpu. Acesta a demarat lucrări de reparație a bisericii și, în 1994, a construit o nouă casă parohială. Activitatea pastorală s-a concentrat pe revitalizarea vieții religioase a comunității, aflate în scădere numerică.
În prezent, parohia este condusă de părintele Marius Bănuță, iar numărul credincioșilor romano-catolici din Brezoi este de aproximativ 112 persoane, grupate în 53 de familii.

## Congregații și asociații prezente
Începând cu anul 1995, în Brezoi își desfășoară activitatea trei surori din Congregația „Sfânta Familie din Spoleto”, implicate activ în proiectele caritabile ale parohiei romano-catolice, sub egida organizației Caritas. Această asociație a fost fondată în 1992 și a dobândit personalitate juridică în 1994. De la început, și-a propus să sprijine comunitatea locală, indiferent de confesiune, prin numeroase inițiative sociale și umanitare.
Activități desfășurate prin Caritas Brezoi:
- O grădiniță cu program prelungit dedicată copiilor din medii defavorizate („copiii străzii”).
- Servicii de îngrijire medicală și socială la domiciliu pentru bolnavi și persoane în vârstă.
- Asistență socială constantă pentru persoane sărace sau aflate în situații vulnerabile.
- Un atelier de tâmplărie funcțional, care oferă locuri de muncă pentru șase persoane.
- Serviciul „Supa săracului”, prin care aproximativ 40 de copii primesc zilnic o masă caldă.
- Transport gratuit pentru elevii din satele învecinate către școlile din Brezoi.
- Construirea unei școli primare și gimnaziale (clasele I–VIII) într-o comunitate de rudari.
- Un program de suport educațional individualizat pentru 20 de elevi cu probleme familiale, supervizat de o soră și o învățătoare angajată, pentru a-i ajuta să își pregătească temele.

Alte inițiative comunitare:

În oraș activează și Asociația „Credință și Lumină”, care sprijină aproximativ 15 familii în care există unul sau mai mulți copii cu dizabilități. Sprijinul oferit este de natură morală, spirituală și materială, fără a ține cont de religia beneficiarilor. Activitatea asociației este coordonată de catolici, în colaborare directă cu una dintre surorile Congregației „Sfânta Familie”.

Biserica Sfântul Anton de Padova din Brezoi - Iisus

## Viața liturgică
Parohia romano-catolică din Brezoi, cu hramul „Sfântul Anton de Padova”, își desfășoară activitatea în conformitate cu ritul latin al Bisericii Romano-Catolice. Sfânta Liturghie este celebrată zilnic, însă participarea cea mai consistentă a credincioșilor are loc duminica și în sărbătorile importante, precum Crăciunul și Paștele. În cadrul parohiei se administrează toate sacramentele, atât cele ale inițierii creștine     (Botezul, Mirul și Euharistia), cât și cele ale vindecării spirituale (Spovadania și Ungerea bolnavilor).
Spovada este disponibilă în fiecare zi, de regulă înainte de începerea Sfintei Liturghii, deseori în timpul rugăciunii Rozariului. În fiecare primă vineri din lună are loc o devoțiune specială în cinstea Preasfintei Inimi a lui Isus, ocazie cu care preotul vizitează și persoanele vârstnice sau bolnave pentru a le oferi Spovada și Împărtășania. Adorația euharistică include consacrarea comunității și recitarea Litanei Preasfintei Inimi. În primele sâmbete ale lunii, este cinstită Inima Neprihănită a Mariei.
Pe durata Postului Mare, în special în zilele de miercuri și vineri, credincioșii participă la rugăciunea Calea Crucii, care urmează simbolic drumul suferinței Mântuitorului spre Golgota.
Devoțiunea față de Sfânta Fecioară Maria este întreținută prin recitarea zilnică a Rozariului, înainte de Sfânta Liturghie. De asemenea, ziua de marți este dedicată ocrotitorului parohiei, Sfântul Anton de Padova. Credincioșii participă la Liturghie pentru a cere ajutorul divin prin mijlocirea sfântului. După Sfânta Împărtășanie, sunt rostite rugăciuni și cântări în fața statuii sfântului, iar pâinea adusă de enoriași este binecuvântată și împărțită, în special persoanelor aflate în dificultate. La finalul ceremoniei este venerată și relicva Sfântului Anton.
O tradiție aparte este păstrată prin „trezena celor 13 Marți”, desfășurată înaintea hramului parohial, dar și printr-o novenă de 9 Marți, organizată în toamnă, ca pregătire pentru începutul Adventului.
Hramul parohiei este celebrat anual în data de 13 iunie, printr-o Sfântă Liturghie solemnă în care sunt binecuvântați crinii, floarea asociată cu Sfântul Anton, precum și copiii mici, în amintirea viziunii sfântului, căruia i s-a arătat pruncul Isus înainte de moartea sa.

## Jubileum 2025
Jubileul ocupă un loc deosebit în tradiția creștină, fiind perceput ca o perioadă specială dedicată harului divin, iertării și înnoirii sufletești. Acest eveniment religios oferă credincioșilor ocazia de a-și reînnoi angajamentul față de credință și de a trăi mai intens experiența milostivirii lui Dumnezeu. În cadrul Bisericii Catolice, jubileul este asociat cu pelerinajele, rugăciunea, sacramentele și gesturile concrete de caritate, toate orientate spre reconciliere și întărirea vieții spirituale..